# Philippa Lowthorpe

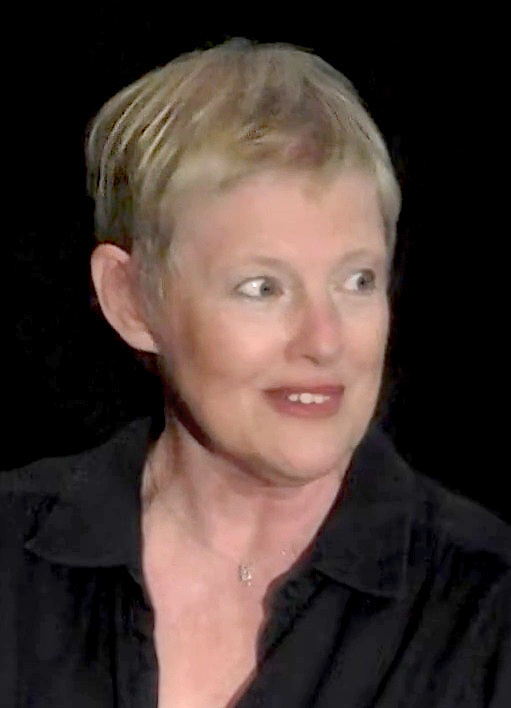
Philippa Lowthorpe, 2016

Philippa Lowthorpe (Doncaster, 27 dicembre 1961) è una regista e sceneggiatrice britannica.

## Biografia
Philippa Lowthorpe ha avviato la sua carriera come regista di documentari per la BBC. Nel 2003 ha diretto il film TV The Other Boleyn Girl. È stata poi regista di numerose serie televisive, come Jamaica Inn, L'amore e la vita - Call the Midwife, grazie al quale ha vinto un British Academy Television Craft Award nel 2013, e The Crown. Nel 2020 ha diretto Keira Knightley e Gugu Mbatha-Raw nel film Il concorso.

## Filmografia

### Regista

#### Cinema
- Swallows and Amazons (2016)
- Il concorso (Misbehaviour) – (2020)

#### Televisione
- The Other Boleyn Girl - film TV (2003)
- Beau Brummell: This Charming Man - film TV (2006)
- Sex, the City and Me - film TV (2007)
- Five Daughters – miniserie TV (2010)
- L'amore e la vita - Call the Midwife (Call the Midwife) – serie TV (2013-2014)
- Jamaica Inn – miniserie TV (2014)
- Cider with Rosie - film TV (2015)
- Three Girls – miniserie TV (2017)
- The Crown – serie TV (2017)
- The Third Day – miniserie TV (2020)

### Sceneggiatrice
- The Other Boleyn Girl - film TV (2003)
- Sex, the City and Me - film TV (2007)